# Dictyomyia setubalensis
Dictyomyia setubalensis är en tvåvingeart som först beskrevs av Tavares 1902.  Dictyomyia setubalensis ingår i släktet Dictyomyia och familjen gallmyggor. Inga underarter finns listade i Catalogue of Life.